# Зонин, Герман Семёнович
Герман Семёнович Зонин (9 сентября 1926, Казань — 26 ноября 2021, Санкт-Петербург) — советский футболист и футбольный тренер. Мастер спорта. Заслуженный тренер СССР (1992), РСФСР (1980) и Украинской ССР (1966). Кандидат педагогических наук (1975). Доцент.

## Биография
Герман Семёнович Зонин родился 9 сентября 1926 года в Казани.
Начинал играть в футбол в 1941 году в юношеской команде «Динамо» (Казань).
Выступал за «Динамо» (Казань) (1945—1949), «Динамо» (Ленинград) (1950—1951 и 1953), «Трудовые Резервы» (Ленинград) (1954—1955).
Тренерскую карьеру начал в Ленинграде сразу после завершения карьеры игрока. Тренировал юношеские команды Василеостровского района (1956), «Трудовых Резервов» (1957—1959, по май). С мая 1959 года возглавлял «Трудовые Резервы», с которыми в 1-й же год чуть не вышел высшую лигу. Тем не менее, на следующий год команду расформировали.
Зонин уехал в Воронеж, где возглавил «Труд» (Воронеж). С командой работал очень успешно — по итогам сезона 1960 клуб вышел в высшую лигу. Тогда же Зонин вступил в КПСС. В сезоне 1961 воронежцы имели все шансы закрепиться в «вышке», однако, согласно положению, клуб из РСФСР, занимавший в сезоне 1961 последнее место среди российских команд, автоматически вылетал из высшей лиги. «Труд» занял 15-е место из 22-х команд, но был именно тем самым последним российским клубом.
С 1962 года возглавлял ворошиловградские «Трудовые Резервы», в которую был направлен центральным советом «Трудовых Резервов». В первый же сезон с ним команда победила в чемпионате Украины среди команд класса «Б». Это давало право на выступление в высшей лиге, но с сезона 1963 года класс «А» разделен на две группы и «Трудовые Резервы» стали выступать во 2-й группе. В 1963 году команда заняла 5-е место в лиге.
В 1965 году по решению союзного Спорткомитета был отправлен на работу со сборной Бирмы. Сборная при Зонине несколько раз выигрывала зональные турниры, стала победителем Азиатских игр 1966. Также с 1966 года одновременно работал и с молодёжной сборной, игроки которой потом успешно выступали в основной сборной. Тем не менее жизнь в Бирме для Зонина была сложной — он так и не привык к восточной кухне, а от авитаминоза у него стала гнить рука.
В 1968—1969 годах — старший преподаватель на кафедре футбола спортивного института им. Лесгафта. В октябре 1969 года по приглашению партийного руководства Луганска вернулся к работе с луганской командой, которая к тому времени плелась в хвосте турнирной таблицы высшей лиги. При Зонине в оставшихся играх команда одержала победы и сохранила место в «вышке». С 1970 года команда начала постепенное восхождение: в 1970  году —  5-я в лиге, в 1971 году — 4-я.
В 1972 году «Заря» стала чемпионом СССР. Это был первый случай, когда команда не из столицы союзной республики стала чемпионом СССР по футболу.
Также в июне  —  июле 1972 года Зонин был главным тренером сборной СССР на турнире в Бразилии, где игроки «Зари», укреплённые Ловчевым, Бышовцем и Асатиани, провели три матча. В одном выиграли, в двух проиграли.
Сам Зонин считал, что это турне по Южной Америке было специально устроено для его команды, чтобы не дать ей прийти к чемпионству. Тем не менее команда выдержала испытание, а через два дня после приезда выиграла в матче против московского «Торпедо» 4:2. После последнего матча чемпионата в 1972 году против днепропетровского «Днепра» Зонину была устроена встреча со спецпредставителем киевского «Динамо» Олегом Ошенковым. Последний предлагал Зонину переехать в Киев и возглавить «Динамо», на что Зонин ответил отказом и порекомендовал взять в Киев главного тренера «Днепра» Лобановского, который также был на встрече Зонина и Ошенкова. В итоге Лобановский уехал в «Динамо», а Зонин в Ленинград, где возглавил «Зенит»
Также в сезоне 1972 года Зонин был в составе тренерского штаба сборной на Олимпиаде 1972 в Мюнхене. Вместе с командой стал третьим призёром футбольного турнира.
В «Зените» Зонин больших успехов не добился, но выдвинул на первые роли игроков, которые в последующем стали чемпионами СССР — Давыдова, Мельникова, Ларионова, Клементьева.
К 1977 году у Зонина заметно пошатнулось здоровье — он перенес инфаркт, сердечный приступ. Поняв, что тренерская работа может привести к летальному исходу, решил вернуться к преподаванию. Снова работал на кафедре футбола Института им. Лесгафта (1978—1979, 1981—1987, по июль; с июля 1988).
В 1979—1980 годах  —  главный тренер СКА Ростов-на-Дону. Тренер-консультант СКА Ростов-на-Дону (1985, июль — сентябрь).
С сентября 1987 года возглавил «Динамо» (Тбилиси), помогал команде подняться с последних мест в лиге. При нём «Динамо» заняло в 1987 году 13-е место, а в 1988 году — 14-е. Главным шагом, который он воплотил в «Динамо», — введение строгой дисциплины в команде, выдвижение на первые роли молодых игроков — Гурули, Кецбая, Цвейбы.
Из «Динамо» (Тбилиси) был вынужден уйти из-за травмы, полученной на тренировке. В один из моментов игрок «Динамо» Малхаз Арзиани делал сильную диагональную передачу. Мяч попал в землю, получил дополнительное ускорение и попал в голову тренеру, который не видел мяча. В результате удара у Зонина лопнула барабанная перепонка, было повреждено глазное дно, и его на «скорой» увезли с базы. Больше в команде он не появлялся, посчитав, что это уже знак уходить на покой.
Герман Зонин скончался 26 ноября 2021 года в Санкт-Петербурге на 96-м году жизни. Похоронен на Серафимовском кладбище Петербурга.

### Достижения в качестве главного тренера
- Чемпион СССР (1972)
- Обладатель Кубка Прибалтийских стран (1959)

## Награды
- Почётный знак «За заслуги перед Санкт-Петербургом»